# Isohyaenodon
Isohyaenodon — викопний рід гієнодонтових ссавців родини Hyainailouridae. Залишки відомі з відкладів раннього міоцену в Кенії, Східній Африці.

## Характеристика
Isohyaenodon відрізняється від Hyaenodon морфологією зубів.

## Таксономія
Van Valen (1967) вважав Isohyaenodon тим же родом, що й Leakitherium з того ж регіону, але наступні дослідження спростували це припущення.
Isohyaenodon pilgrimi Savage, 1965 раніше був віднесений до цього роду, але був перейменований в Exiguodon.